# Luftwirbelkraftwerk

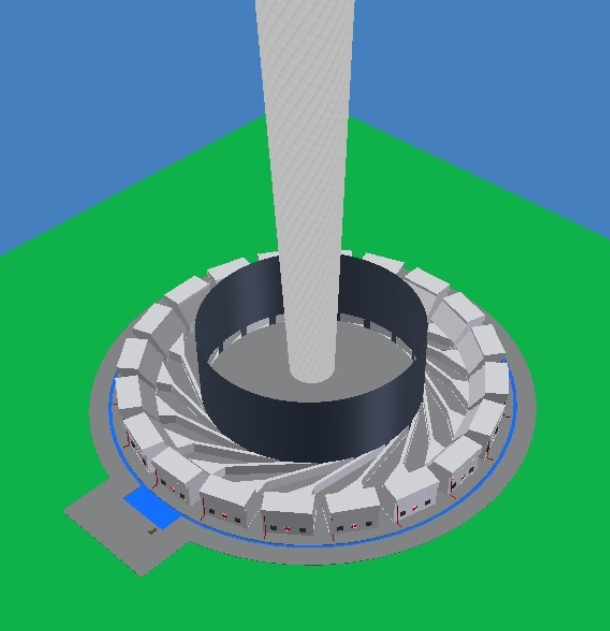
Luftwirbelkraftwerk nach dem Konzept von Louis Michaud. Durchmesser 200 m oder mehr.

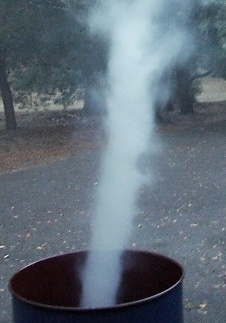
Künstlicher Luftwirbel mit Rauch als Indikator.

Ein Luftwirbelkraftwerk ist eine bisher nicht realisierte theoretische Möglichkeit der Energiegewinnung, bei der die Energie eines künstlich erzeugten, verwirbeltem Aufwindes (Kamineffekt) zur Stromerzeugung genutzt wird. Es funktioniere ähnlich einem Aufwindkraftwerk, mit dem Unterschied, dass die angesaugte Luft am Fuß durch Leitapparate in Drall versetzt wird und so einen riesigen Wirbel erzeugt, ähnlich einem stationären Staubteufel bzw. dem „Rüssel“ eines Tornados. Dieser Luftwirbel ersetzt den sehr hohen und daher teuren Kamin des Aufwindkraftwerkes.
Zur Erzeugung des Aufwindes kommen verschiedene Wärmequellen in Frage. Wie beim Aufwindkraftwerk ist die bevorzugte Energiequelle die Sonnenenergie, die nach dem Treibhaus-Prinzip die Luft unter einem riesigen Glasdach erwärmt. Als Alternative könnte die Sonnenwärme durch eine andere Quelle warmer, feuchter Luft, etwa Abwärme aus Kühltürmen oder auch Meerwasser, ersetzt werden.

## Geschichte
Das Prinzip des Luftwirbelkraftwerks wurde wohl schon 1964 von dem Franzosen Edgare Nazare als Erstem entworfen und 1982 zur Patentanmeldung gebracht.
Unabhängig voneinander griffen Ende des vergangenen Jahrhunderts die Australier Norman Louat und der Kanadier Louis Michaud die Idee wieder auf.
Das Patent von Michaud sieht als Hauptanwendung den Einsatz in Kühltürmen konventioneller Kraftwerke vor, wo 20 % der in der Abluft steckenden Energie durch Turbinen am Turmfuß genutzt werden sollen. Die Leistung aller Kraftwerkstypen läge bei der geplanten Baugröße im dreistelligen Megawattbereich.

## Anwendungen
Bisher sind keine funktionierenden Anwendungen bekannt. Ein Prototyp wurde an der Universität von Utah konstruiert. Ebenso befasst sich die Universität von West-Ontario mit einem Modell.

## Kritik
Bisher ist nicht klar, ob sich der Luftwirbel bei stärkerem überörtlichen Wind aufrechterhalten lässt. Befürchtungen, dass sich der Luftwirbel verselbständigen, über das Bauwerk springen und zum Tornado mutieren könnte, wurden mit Hinweis auf die Möglichkeit zum Abschneiden der Energiequelle entkräftet.
Die Anwendung in Kühltürmen konventioneller Kraftwerke wie im Patent von Michaud würde deren Kühlwirkung beeinträchtigen. Einen Nachweis der Wirtschaftlichkeit einer solchen Anlage gibt es bisher nicht.